# Amszterdam-szigeti réce
Az amszterdam-szigeti réce (Anas marecula) a lúdalakúak (Anseriformes) rendjébe, ezen belül a récefélék (Anatidae) családjába tartozó faj.

## Előfordulása
Kizárólag az Amszterdam-szigetről ismert, mely a Francia déli és antarktiszi területek része.
A fajnak csak csontjai ismertek. Valószínűleg több száz éve kihalt már.
Barrow 1793-ban számolt be egy kicsi, rigóméretű barna röpképtelen récefajról, melyet a Saint Paul-szigeten látott. 
Ez a sziget fekszik a legközelebb az Amszterdam-szigethez. 
Feltehetően ugyanarról a fajról van szó.
Valószínűleg a szigeteket felkereső bálnavadászok végeztek a madárral, mely nemigen tudott elmenekülni előlük és mivel a szigeten nem éltek emlősök, nem is alakult ki benne menekülési viselkedés.
Egyéb nem ismeretes a madárról. 
Az otthonát jelentő szigethez vagy szigetekhez élő legközelebbi faj a Kerguelen-szigeteki nyílfarkúréce (Anas eatoni), így valószínű, hogy az Amszterdam-szigeti réce is ehhez a fajhoz hasonlított a legjobban. 
Az újabb rendszer szerint viszont inkább a fütyülőrécékkel állt rokonságban.
A madárból csupán néhány csontot találtak és ez alapján írták le 1996-ban. Egyetlen példányát sem őrzik sehol és Barrow-on kívül egy tudós sem találkozott a faj élő egyedével soha. 
Még azt sem tudjuk mikor halt ki végleg.
Így ez a madár az egyik legrejtélyesebb tagja a récefélék családjának.